# Fuchsberg (Šluknovská pahorkatina, 414 m)
Fuchsberg (česky doslovně Liščí vrch) je 414 m vysoký vrch na území města Neustadt in Sachsen (místní část Berthelsdorf) v zemském okrese Saské Švýcarsko-Východní Krušné hory v Sasku.

## Charakteristika
Vrch leží v německé části Šluknovské pahorkatiny (Lausitzer Bergland) a její mesogeochoře Západní hornolužická vrchovina (Westliches Oberlausitzer Bergland). Geologické podloží tvoří drobnozrnný dvojslídý hybridní granodiorit, který protíná žíla amfibolitu. Převládajícími půdními typy jsou erodovaná parakambizem až kambizem a podél vodních toků koluvizem až glej. Při severním úpatí protéká Fuchsbach, při východním Lohbach a jihozápadně od vrcholu pramení Schloßbach. Všechny tři potoky náleží k povodí Polenze, která patří k povodí Labe a k úmoří Severního moře. Většina vrchu je zemědělsky využívána. Lesní porost nazývaný Lämmerbüschel se nachází severozápadně od vrcholu a přechází na sousední Wachberg. Východní svah sahá až k zástavbě Berthelsdorfu. Přes východní svah prochází zemská silnice S 156 a podél ní zrušený úsek železniční trati Budyšín – Bad Schandau.